# Avant toi (chanson)
Pour les articles homonymes, voir Avant toi.
Singles par Calogero
Le portrait
(2014) J'ai le droit aussi
(juillet 2015)
Avant toi est une chanson de Calogero sortie en 2015 et c'est le cinquième single extrait de son album Les Feux d'artifice.

## Caractéristiques
Il s'agit d'une chanson d'amour où l'artiste déclare sa flamme (« Avant toi c'était quoi / Une répétition / De mots de gestes las / Puis l'explosion »). Le clip, où l'on voit Calogero jouant de la guitare et en train de marcher, a été filmé à New York.

## Live
À la télévision, la chanson a été pour la première fois jouée lors du concert des 60 ans d'Europe 1, le 21 mai 2015 au Zénith de Paris, sur D8.
Elle a aussi été nommée pour le concours de TF1, La chanson de l'année 2015. Cependant, Calogero faisant un concert, il n'a pas pu chanter en direct et l'interpréta, la veille, lors des répétitions.
Lors de la tournée de l'album Les feux d'artifice, il la chante systématiquement.

## Classements hebdomadaires
| Classement (2014)                       | Meilleure position |
| --------------------------------------- | ------------------ |
| Belgique (Wallonie Ultratop 50 Singles) | 47                 |
| France (SNEP)                           | 51                 |

Au top internaute des Charts, le meilleur classement de Avant toi, au nombre de votes, est 7e avec 476 votes.

## Référence
1. ↑  Jonathan Hamard, « Clip de "Avant toi" : Calogero, passionné et romantique, perdu dans la jungle new-yorkais », chartsinfrance.net, 2015 (consulté le 28 avril 2015)
2. ↑  « Calogero "Avant toi" (60 ans d'Europe 1) », dailymotion.com, 2015 (consulté le 23 mai 2015)
3. ↑  J. Goncalves et J. Hamard, « "La chanson de l'année" : Louane, Kendji, Marina Kaye et Calogero en compétition (màj) », chartsinfrance.net, 2015 (consulté le 18 juin 2015)
4. ↑  Eliott Samuel, « "Musique : Calogero fait son "Feux d’artifice" aux arènes de Nîmes », midilibre.fr, 2015 (consulté le 23 juillet 2015)
5. ↑  Ultratop.be – Calogero – Avant toi. Ultratop 50. Ultratop et Hung Medien / hitparade.ch.
6. ↑  Lescharts.com – Calogero – Avant toi. SNEP. Hung Medien.
7. ↑  « Top Internautes : Kendji Girac au sommet... menacé par Maroon 5 », chartsinfrance..net (consulté le 2 août 2015)